# Байрамов Назар Караджайович
Назар Караджайович Байрамов (туркм. Nazar Baýramow; 4 вересня 1982) — туркменський футболіст, тренер і півзахисник футбольного клубу «Ашгабат». В минулому гравець збірної Туркменії.

## Клубна кар'єра
Кар'єру починав в ашгабатському «Копетдазі». Другу половину сезону 2001 року провів у Росії, в казанському «Рубіні».
Сезон 2002 року почав в казахському «Женісі». З осені 2002 року продовжив виступи в полтавській «Ворсклі».
З 2004 року грав в Азербайджані — спочатку за «Карван», а пізніше — за «Нефтчі».
У 2011 році перейшов в «Кизилкум».
У 2013 році виступав у Чемпіонаті Туркменістану за «Алтин Асир», у 2014 році — за «Талип спорти», з  2015 року — гравець ашгабатського МТТУ, яке 2016 року отримало назву «Єдиген».

### Кар'єра в збірній
У 2001 році отримав перший виклик у національну збірну Туркменістану.
19 листопада 2003 року забив перший гол за збірну Туркменістану в рамках відбіркового турніру до чемпіонату світу 2006 року, вразивши ворота збірної Афганістану.
У 2004 році виступив в фінальному турнірі Кубка Азії 2004, забивши один гол у ворота збірної Саудівської Аравії (2:2).

### Голи за збірну
| # | Дата              | Місце                 | Суперник          | Рахунок | Результат | Турнір                       |
| - | ----------------- | --------------------- | ----------------- | ------- | --------- | ---------------------------- |
|   | 19 листопада 2003 | Ашгабат, Туркменістан | Афганістан        | 11-0    | Перемога  | кваліфікація ЧС-2006         |
|   | 30 жовтня 2003    | Шарджа, ОАЕ           | ОАЕ               | 1-1     | Нічия     | кваліфікація Кубка Азії 2004 |
|   | 18 лютого 2004    | Ашгабат, Туркменістан | Шрі-Ланка         | 2-0     | Перемога  | кваліфікація ЧС-2006         |
|   | 18 липня 2004     | Ченду, Китай          | Саудівська Аравія | 2-2     | Нічия     | Кубок Азії 2004              |

## Особисте життя
Має старшого брата, Володимира Байрамова, який також був професійним футболістом і гравцем збірної Туркменістану.
Назар крім російського і туркменського громадянства має ще й казахське, яке він отримав під час виступів за «Женіс», щоб не вважатись легіонером.